# Johnny 316
Pour plus de détails, voir Fiche technique et Distribution.
Johnny 316 (aussi connu sous le titre Hollywood Salomé) est un film artistique américain réalisé par Erick Ifergan, avec Vincent Gallo et Nina Brosch, librement adapté de la pièce Salomé d'Oscar Wilde.
Le film est sorti en 1998. En 2012, il bénéficie d'une sortie en DVD-VOD sur les territoires francophones,.

## Synopsis
Un prêcheur de rue sans ressources passe ses journées à réciter des passages de la Bible. Il rencontre un jour une jeune femme sans emploi qui erre sur Hollywood Boulevard. Commence dès lors une histoire d'amour impossible.

## Fiche technique
- Titre original : Hollywood Salome
- Réalisation : Erick Ifergan
- Scénario : Erick Ifergan et K.A. Rivers
- Décors : Johan Le Tenoux
- Photographie : Gwinn Arthur Irwin
- Montage : Katz et Micheal Heldman
- Musique : John Huck
- Consultant artistique : Darius Khondji
- Costumes : Bick Owen
- Production : Erick Ifergan, Meredyth Fratollilo
- Pays d'origine : États-Unis
- Langue : anglais
- Format : couleurs, 35 mm
- Genre : drame / film artistique
- Durée : 75 minutes

## Distribution
- Vincent Gallo
- Nina Brosch
- Seymour Cassel
- Doron Eyal
- Georgette Rampone
- Louise Fletcher
- Janet Wood